# Укрекоресурси
Державне підприємство «Укрекоресурси» (рос. Укрэкоресурсы, англ. Ukrecoresursy, повна назва «Державне підприємство з питань поводження з відходами як вторинною сировиною») — це єдиний офіційно визнаний Кабінетом Міністрів України (постанова № 915 від 26.07.2001 року «Про впровадження системи збирання, заготівлі та утилізації відходів як вторинної сировини») суб'єкт господарської діяльності, який забезпечує організацію системи збирання, заготівлі та утилізації використаної тари, пакувальних матеріалів та відходів як вторинної сировини.

## Законодавча база роботи підприємства
Закони України

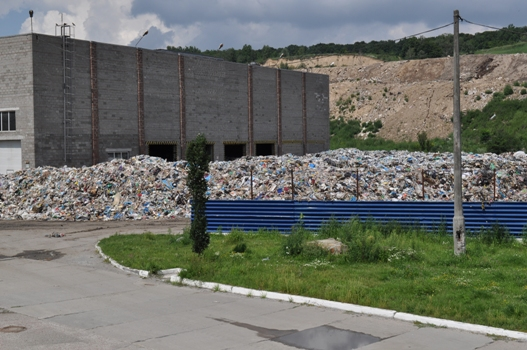

- Закон України «Про охорону навколишнього природного середовища»
- Закон України «Про відходи».
- Закон України «Про ліцензування видів господарської діяльності».
- Митний кодекс України
- Цивільний кодекс України
- Господарський кодекс України
- Постанова Кабінету Міністрів України № 1393 від 17.09.2002 року «Про затвердження Статуту Державного підприємства з питань поводження з відходами як вторинною сировиною та складу його наглядової ради»;
- Постанова Кабінету Міністрів України № 915 від 26.07.2001 року «Про впровадження системи збирання, заготівлі та утилізації відходів як вторинної сировини»;
- Постанова Кабінету Міністрів України № 183 від 28.02.2001 року «Про затвердження переліку окремих видів відходів як вторинної сировини, збирання та заготівля яких підлягають ліцензуванню(із змінами, внесеними згідно з Постановою КМУ№ 1372 від 12.09.2002)»;
- Наказ Держстандарту від 24 грудня 2004 року № 289 «Про затвердження Технічного регламенту з підтвердження відповідності пакування (пакувальних матеріалів) та відходів пакування» (зареєстрований в Мін'юсті 25 січня 2005 року за № 95/10375).
- Наказ Мінприроди від 7 липня 2008 року № 342 «Про затвердження типової форми первинної облікової документації № 1-ВТ „Облік відходів та пакувальних матеріалів і тари“ та Інструкції щодо їх заповнення» (зареєстрований в Мін'юсті 9 серпня 2008 року за № 824/15515).

Міжнародні документи 

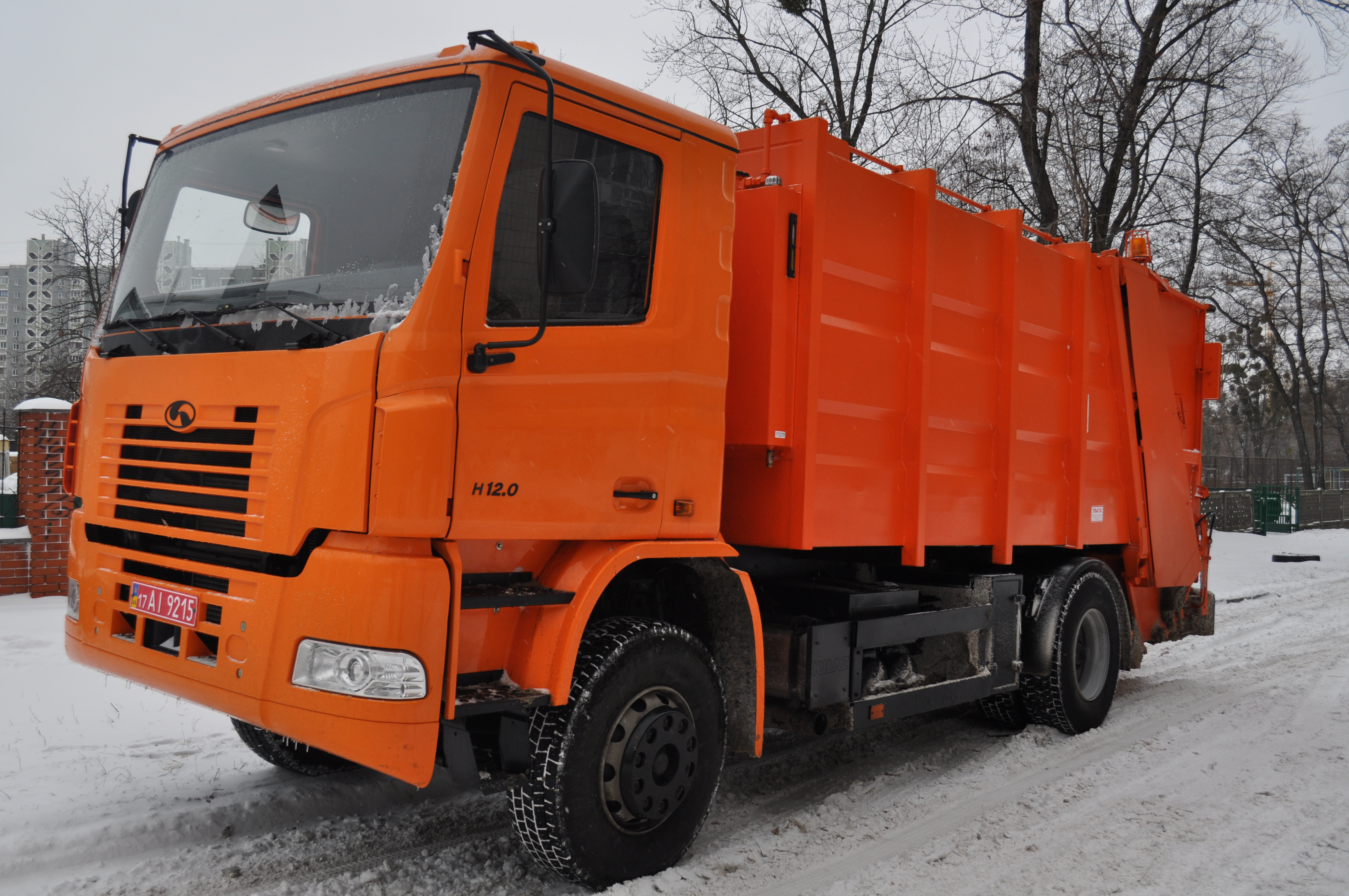

- Директива Європейського Союзу від 15 липня 1975 року № 75/442/ЄС «Про відходи» із змінами, внесеними Директивами ЄС № 915/156/ЄС від 18 березня 1991 року, № 91/692/ЄС від 23 грудня 1991 року та Регламентом ЄС № 1882/2003 Європейського Парламенту та Ради від 29 вересня 2003 року;
- Директива Європейського Союзу від 20 грудня 1994 року № 94/62/ЄС «Про упаковку та відходи упаковки».

## Діяльність

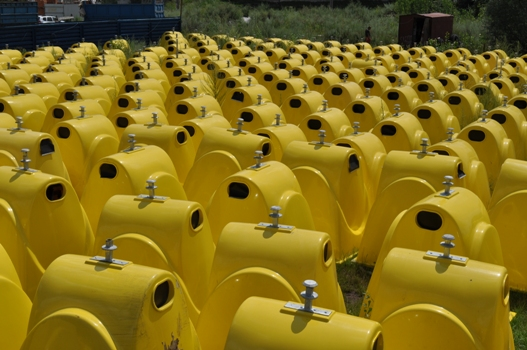

Щорічно в Україні утворюється: близько 13 млн тонн твердих побутових відходів, в тому числі 4 млн тоннвикористана упаковка, яка разом з іншими складовими твердими побутовими відходами захоронюється на 4469 полігонах та сміттєзвалищах, з яких 314 (7%) перевантажені та 897 (20%) не відповідають вимогам екологічної безпеки.
Загальна площа полігонів та сміттєзвалищ становить 8106,3 га[джерело?].
ДП «Укрекоресурси» здійснює на загальнодержавному рівні діяльність, спрямовану на збереження екологічної рівноваги України, а також надає допомогу підприємствам, установам та організаціям усіх форм власності у сфері поводження з відходами як вторинною сировиною у запровадженні нових систем збирання та утилізації відходів як вторинної сировини та запобігає накопиченню відходів та зменшенні їх впливу на довкілля.

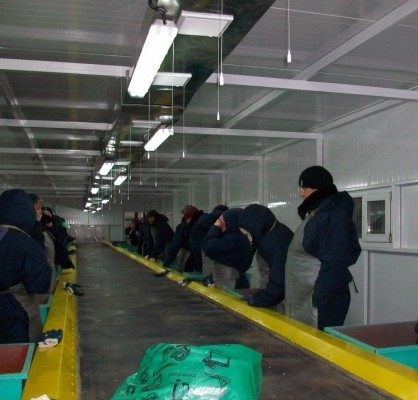

Підприємство займається моніторингом обсягів утилізації відходів тари (упаковки) та впровадженням принципів екологічної безпеки згідно з вимогами Директиви Євросоюзу 94/62/ЄС та Європейської системи використання пакувальних відходів «PRO EUROPE».
Підприємство та його територіальні структурні підрозділи проводять закупівлю спеціального обладнання, машин, механізмів для збирання, заготівлі та утилізації відходів, сприяють розвитку системи збирання, заготівлі та утилізації використаних пакувальних матеріалів і тари в регіонах України, а також розробляють та реалізовують інвестиційних проектів з питань поводження з відходами, в тому числі зі створення потужностей з утилізації відходів як вторинної сировини.